# Real World (The All-American Rejects)
Real World è una canzone della band Alternative rock statunitense The All-American Rejects, terzo singolo estratto dall'album When the World Comes Down, edito nel 2009.
La versione demo del brano è stata presentata nella colonna sonora del gioco EA Sports' Madden NFL 09. È stato inoltre presentato nella colonna sonora del film Transformers - La vendetta del caduto il 23 giugno 2009.